# سكوت توماس (لاعب هوكي الجليد)
سكوت توماس (بالإنجليزية: Scott Thomas)‏ هو لاعب هوكي الجليد أمريكي، ولد في 18 يناير 1970 في بوفالو في الولايات المتحدة.

## وصلات خارجية
- سكوت توماس على موقع دوري الهوكي الوطني (الإنجليزية)
- سكوت توماس على موقع EliteProspects.com (الإنجليزية)
- سكوت توماس على موقع HockeyDB.com (الإنجليزية)
- سكوت توماس على موقع Hockey-Reference.com (الإنجليزية)